# Mattia Carpanese
Mattia Carpanese (5 listopada 1985 w Padwie) – włoski żużlowiec.

## Życiorys
Sześciokrotny uczestnik turniejów z cyklu Grand Prix Włoch (2006, 2007, 2008, 2009, 2010, 2011), finalista indywidualnych mistrzostw świata juniorów (Terenzano 2006 – XIII miejsce), sześciokrotny indywidualny mistrz Włoch (2006, 2007, 2008, 2010, 2011, 2014) oraz dwukrotny wicemistrz (2005, 2009), trzykrotny młodzieżowy indywidualny mistrz Włoch (2004, 2005, 2006).

## Przynależność klubowa
Wielka Brytania
- Workington Comets (2007)
- Birmingham Brummies (2008)

Włochy
- do uzupełnienia

## Starty w Grand Prix
| Sezon | Numer | 1     | 2   | 3   | 4   | 5   | 6     | 7   | 8   | 9   | 10     | 11  | Msc. | Pkt. |
| ----- | ----- | ----- | --- | --- | --- | --- | ----- | --- | --- | --- | ------ | --- | ---- | ---- |
| 2006  | 16    | SVN   | EUR | SWE | GBR | DNK | ITA 0 | SCA | CZE | LVA | POL    |     | 30   | 0    |
| 2007  | 16    | ITA 2 | EUR | SWE | DNK | GBR | CZE   | SCA | LVA | POL | SVN    | DEU | 29   | 2    |
| 2008  | 16    | SVN   | EUR | SWE | DNK | GBR | CZE   | SCA | LVA | POL | ITA 2  | DEU | 25   | 2    |
| 2009  | 17    | CZE   | EUR | SWE | DNK | GBR | LVA   | SCA | NOR | SVN | ITA ns | POL | nk   | ns   |

| Statystyki        | Statystyki |
| ----------------- | ---------- |
| Starty            | 3          |
| Zwycięstwa        | 0          |
| Miejsca na podium | 0          |
| Finalista         | 0          |
| Punkty            | 4          |